# Lenka Oborná
Lenka Oborná (ur. 2 grudnia 1987) – czeska siatkarka, grająca na pozycji przyjmującej. Obecnie występuje w drużynie TJ Sokol Šternberk.